# Buriti Alegre (ort)
Buriti Alegre är en ort i Brasilien.   Den ligger i kommunen Buriti Alegre och delstaten Goiás, i den sydöstra delen av landet, 290 km söder om huvudstaden Brasília. Buriti Alegre ligger 802 meter över havet och antalet invånare är 9 427.
Terrängen runt Buriti Alegre är kuperad österut, men västerut är den platt. Terrängen runt Buriti Alegre sluttar österut. Runt Buriti Alegre är det glesbefolkat, med 10 invånare per kvadratkilometer.. 
Omgivningarna runt Buriti Alegre är huvudsakligen savann.